# Karangrowo (Wonosalam)
Karangrowo is een bestuurslaag in het regentschap Demak van de provincie Midden-Java, Indonesië. Karangrowo telt 2073 inwoners (volkstelling 2010).